# Теннисный чемпионат Дубая 2012
Теннисный чемпионат Дубая 2012 года — ежегодный профессиональный теннисный турнир в серии ATP 500 для мужчин и премьер серии для женщин.
Соревнования проводилось на открытых хардовых кортах в Дубае, ОАЭ. Мужчины выявили лучших в 20-й раз, а женщины — в 12-й.
Турнир прошёл с 20 февраля по 3 марта 2012 года: первую неделю лучшую выявляли женщины, а вторую — мужчины.
Прошлогодние победители:
- мужчины одиночки —  Новак Джокович
- женщины одиночки —  Каролина Возняцки
- мужчины пары —  Михаил Южный /  Сергей Стаховский
- женщины пары —  Лизель Хубер /  Мария Хосе Мартинес Санчес

## Соревнования

### Мужчины одиночки
Роджер Федерер обыграл  Энди Маррея со счётом 7-5, 6-4.
- Федерер выигрывает 2й титул в сезоне и 72й за карьеру в основном туре ассоциации.
- Маррей уступает 1й финал в сезоне и 10й за карьеру в основном туре ассоциации.

### Женщины одиночки
Агнешка Радваньская обыграла  Юлию Гёргес со счётом 7-5, 6-4.
- Радваньская выигрывает 1й титул в сезоне и 8й за карьеру в туре ассоциации.
- Гёргес уступает 1й финал в сезоне и 2й за карьеру в туре ассоциации.

### Мужчины пары
Махеш Бхупати /  Рохан Бопанна обыграли  Мариуша Фирстенберга /  Марцина Матковского со счётом 6-4, 3-6, [10-5].
- Бхупати выигрывает 1й титул в сезоне и 50й за карьеру в основном туре ассоциации.
- Бопанна выигрывает 1й титул в сезоне и 6й за карьеру в основном туре ассоциации.

### Женщины пары
Лизель Хубер /  Лиза Реймонд обыграли  Саню Мирзу /  Елену Веснину со счётом 6-2, 6-1.
- Хубер выигрывает 3й титул в сезоне и 51й за карьеру в туре ассоциации.
- Реймонд выигрывает 3й титул в сезоне и 77й за карьеру в туре ассоциации.